# 技あり
技あり（わざあり）は、武道（特に柔道や空手道など素手の武道）で、一本には満たないが相当の投げ技・固め技・突き技・蹴り技などを決めたときの呼称。寝技では、一本には満たないが規定時間以上押さえ込んだとき「技あり」となる。

## 柔道における「技あり」
柔道における技ありは、講道館柔道試合審判規定（国内ルール）と国際柔道連盟試合審判規定（国際ルール）の両方に含まれるが、両規定による判定基準は少し異なる。

### 講道館柔道試合審判規定（国内ルール）においての判定基準
- 投げ技等において「完全に一本とは認め難いが、いま少しで一本であるような技のあった場合」
- 抑え込みにおいて「10秒以上20秒未満抑え込んだとき」

### 国際柔道連盟試合審判規定（国際ルール）においての判定基準
- 投げ技等において「相手を制して投げ、一本の条件のうち、『速さ』、『強さ』、『背中が大きく畳につく』のどれか一つが部分的に欠けたとき」
- 抑え込みにおいて「10秒以上20秒未満抑え込んだとき」

また、柔道では、試合の残り時間にかかわらず「一本」が出た時点で勝敗が決まる。国際ルール（2017年）では、技ありは勝敗のポイントになるものの、何回出ても一本にはならず、後述の「合わせ技一本」による勝敗決着は除外された。なお、技ありには廃止された有効ポイント相当も包括されている。しかし、2018年から「合わせ技一本」が復活することになった。。
一方、国際ルールに拠らない試合の場合、技ありが2本で「総合勝ち」となり、一本と同等のポイントが与えられる。通常は「合わせ技一本」、又は、「合わせて一本」と言う。
なお、有効は何回出ても技ありにはならないが、反則による注意（有効扱い）の場合、注意2回で警告（技あり扱い）になる。投げ技で技ありを取り、国内ルールで25秒抑え込んだ場合でも合わせ一本になる。（2016年以前は、国際ルールでも、投げ技で技ありを取り、抑え込みで20秒カウントされた場合も合わせ技一本になった。）
柔道の国際試合においてもこの日本語の単語は、「イッポン」（Ippon）などと同様に、そのまま「ワザアリ」（Waza-ari）として使われている。

## 空手道における「技あり」
フルコンタクト空手では技が決まり、その選手が3～5秒間（大会主催流派により違う）動けなかった時、主審1名副審4名のうち、3名以上が認めた場合、技ありとなる。

## その他
空道においては「打撃による攻防で2秒間以上のダウンがあった場合」
技ありとなる。
また、武道を離れて「技あり」の語は日常生活の中でも使われることはある。